# Voz modal
A voz modal (chest voice) é o tipo de registro vocal mais comum ao falar ou cantar, na linguística, é o tipo de fonação mais comum dos fonemas sonoros, embora em algumas línguas, como no caso da língua inglesa, as cordas vocais podem não ser tão vibrantes como numa fonação modal ao pronunciar obstruíntes fonêmicamente sonoras. Já em contraste com a língua inglesa e outras línguas germânicas, em muitos idiomas as obstruíntes sonoras mantêm as cordas vocais vibrantes com mais esforço, como no caso do francês e do tailandês.

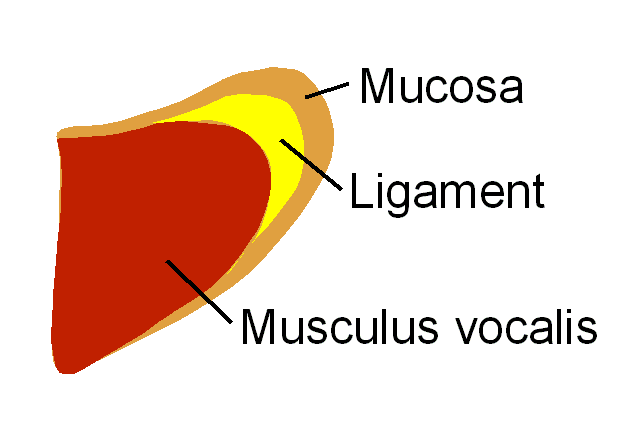
Cordas vocais

Ciclo glotal, voz modal